# Плају Корнулуј (Прахова)
Плају Корнулуј (рум. Plaiu Cornului) насеље је у Румунији у округу Прахова у општини Шотриле. Oпштина се налази на надморској висини од 740 m.

## Становништво
Према подацима из 2002. године у насељу је живело 212 становника, од којих су сви румунске националности.